# N233 (België)
De N233 is een korte gewestweg in Ottignies-Louvain-la-Neuve en verbindt de N238 met de N4/N25. De weg is ongeveer 2 kilometer lang.

## Geschiedenis
De N233 is in het geheel voltooid in 1992.